# ベンジー・グレゴリー
ベンジー・グレゴリー（英語: Benji Gregory、1978年5月26日 - 2024年6月13日）は、アメリカ合衆国カリフォルニア州出身の俳優である。

## 人物

### 死去
ベンジーの姉（または妹）のRebeccaによると、晩年はうつ病、双極性障害、睡眠障害に苦しんでいた。2024年6月13日、前日に小切手を預かりに行ったアリゾナ州ピオリアのチェイス銀行の駐車場に停車中の車内で介助犬と共に遺体が発見された。車内で肝硬変を起こし、熱中症のため亡くなった。46歳没。

## 出演作品

### 映画
- ラングワートの森/ぼくらは小さなレスキュー隊（英語版） 声の出演

### テレビシリーズ
- アルフ（ブライアン・タナー）
- ミスター・ブガディ/我が家はおばけ屋敷（英語版）